# Krakowskie Towarzystwo Ratunkowe

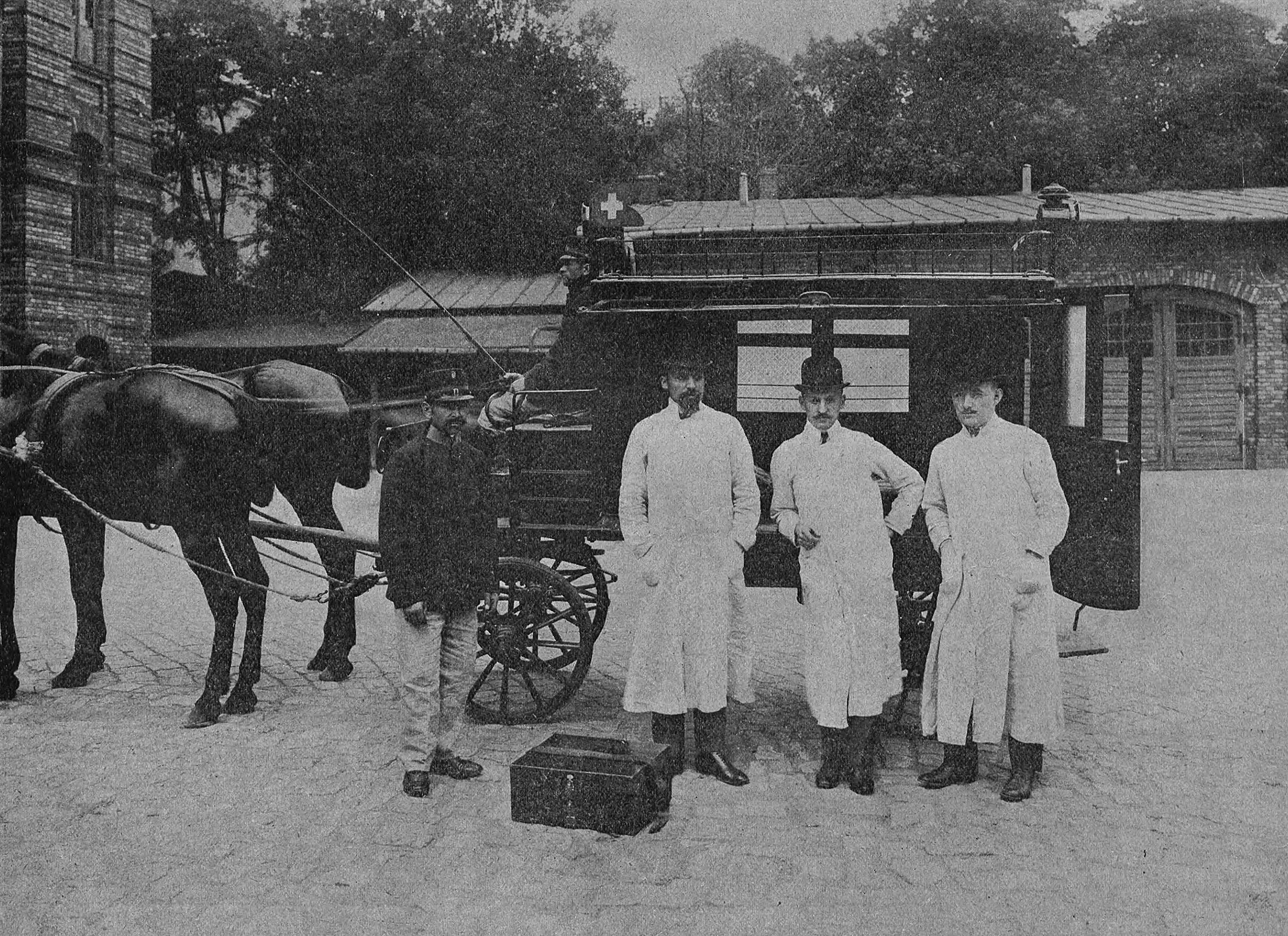
Pogotowie Krakowskiego Towarzystwa Ratunkowego w 1911: karetka, dwaj dyżurni medycy i sanitariusz

Krakowskie Towarzystwo Ratunkowe zostało założone w 1891, a 6 czerwca tego roku w miasto wyjechała karetka tej instytucji.
Genezą założenia było zaproszenie wydane przez grono społeczników, w tym ówczesnego słuchacza medycyny Arnolda Banneta (późniejszy lekarz okulista), do barona Jarosława Mundy, ażeby przybył do Krakowa i podobnie jak w Wiedniu i w innych miastach austriackich założył stację ratunkową celem niesienia pomocy w nagłych wypadkach. W przedsięwzięciu uczestniczyła Rada Miasta Krakowa, która udzieliła wsparcia finansowego, przekazała pomieszczenie oraz konie, woźnicę, służących.
W trakcie tworzenia instytucji przez Mundy’ego pierwszy prezes Towarzystwa, Alfred Karol Obaliński, rekrutował ochotników do służby z szeregów słuchaczy wyższych kursów wydziału medycy. W czasie zakładania zgłosiło się około 150 ochotników. Przez lata działalności KTR rozwijało swoją strukturę. W roku jubileuszu 20-lecia istnienia w 1911 w służbie pozostawało nie więcej niż 200 pracowników, a liczba dotychczas udzielonej pomocy wynosiła około 60 000. Po prof. Obalińskim (zm. 1898) prezesem był dr Bolesław Wicherkiewicz (1897-1915). Na początku XX wieku KTR było uważane za najważniejszą instytucję humanitarną w Krakowie.
Pod koniec 1915 lekarze i pracownicy Towarzystwa (w tym prezes Wicherkiewicz i wiceprezes Tomasz Janiszewski) zostali odznaczeni Odznakami Honorowymi Czerwonego Krzyża.